# Рудні води
Ру́дні во́ди — підземні води, що циркулюють у тріщинах і порах рудних тіл при відсутності порушення останніх гірничими виробками. Відрізняються від оточуючих (фонових) вод аномальним геохімічним типом, мінералізацією, величинами pH і Eh, мікроелементним і газовим складом. У них в аномально-підвищених кількостях присутні рудні хімічні елементи, що характеризують корисні копалини в породах. В Україні рудні води широко розвинені на залізорудних (Кривий Ріг), ртутних (Микитівка, Донбас) та ін. родовищах.